# Библијске студије
Библијска наука или Библијске студије је научна дисциплина која проучава различите аспекте Библије, користећи теоријске и методолошке алате различитих наука, као што су филолошка егзегеза и херменеутика, филолошка критика, библијска археологија, библијска историја и библијска критика.
Први непотпуни превод библијских текстова на разумљив језик направљен је у Преславској школи књига, где је позајмљена из српских земаља.
Мирослављево јеванђеље означава почетак локално српских библијских текстова.
Први пут су четири еванђеља штампана на српском 1537. године.
Године 1581. објављена је позната Острошка Библија, али она тада није нашла прихват у српским земљама, јер је Брестовска унија закључена одмах по њеном објављивању, а нови илирски језик је Балкану наметнула католичка пропаганда од турског страха.
Јелисаветска Библија има ограничен утицај на Србе у Новој Србији.
Вук Караџић је 1847. објавио нови превод Новог завета. 1868. године, а ово је крај Вукове реформе, први пут је објављен опсежан превод Библије на српски језик.